# Londrina EC
Londrina Esporte Clube, denumită mai frecvent Londrina, este un club de fotbal profesionist din Brazilia, ce poartă numele orașului Londrina, oraș situat în Nordul statului Paraná. Actualmente echipa joacă în liga a doua, numită Série B, al doilea nivel al fotbalului brazilian. Londrina Esporte Clube este a doua reprezentantă a fotbalului din orașul Londrina, cel mai mare din interiorul regiunii.

## Istoria clubului
Londrina a fost fondată de un grup de sportivi care, după ce au urmărit un meci amical dintre Nacional și Vasco da Gama la Rolândia, au decis că nu vor să meargă la Rolândia să se uite la fotbal. În schimb, au înființat un club în Londrina, propriul oraș. Clubul, numit Londrina Futebol e Regatas, a fost înființat pe 5 aprilie 1956. Au ales albastrul și albul pentru a fi culorile Londrinei. Stadionul lor actual, Estádio do Café a fost construit pentru participarea Londrinei la campionatul ligii braziliene din 1976.
În 1969, Londrina Futebol e Regatas a fuzionat cu Paraná Esporte Clube, fondată în 1942, formând Londrina Esporte Clube. Roșu și alb, culorile pentru orașul Londrina, au devenit culorile noului club. În 1972, Carlos Antônio Franchello a revenit la președinția clubului și a restaurat albastrul și alb ca culorile clubului.
În 2008, Londrina a câștigat pentru prima dată Copa Paraná, după ce a învins-o pe Cianorte în finală. Clubul a concurat și în Recopa Sul-Brasileira din același sezon. Londrina a fost eliminată în Recopa Sul-Brasileira în semifinale după o lovitură de penalty, de Brusque.
Cea mai de succes perioadă pentru Londrina a venit între 1976 și 1982, când Londrina a concurat în prima ligă a Braziliei timp de 6 sezoane, cea mai bună campanie a Londrinei a fost în 1977, când clubul a terminat pe locul patru. Au fost retrogradați pentru sezonul 1980, dar și-au revendicat singurul titlu de ligă națională devenind campioni ai diviziei a doua. De asemenea, au câștigat de patru ori campionatul de stat și au câștigat 12 titluri Campeonato do Interior Paranaense.
În 2013, Londrina a terminat pe primul loc în clasamentul general al Campionatului Paranaense. Deși nu s-au calificat în finala campionatului de stat, au câștigat finala de la Interior și, prin urmare, s-au calificat pentru un loc în Campionatul Braziliei Série D, al patrulea nivel al sistemului ligii braziliene și vor fi, de asemenea, la tragere la sorți pentru primul tur al Copa do Brasil.

## Palmares
| Campionatele Naționale | Regionale |
| - Série A (0) : - Locul 4 : 1977. - Série B (1) : - Campioni : 1980. - Locul 4 : 1996, 1998. - Série C (0) : - Finalistă : 2015. - Série D (0) : - Semifinale : 2014. | - Campeonato Paranaense (5) : - Campioni : 1962, 1981, 1992, 2014, 2021. - Locul 2 : 1959, 1980, 1993, 1994. - Copa Paraná (1) : - Campioni : 2008. - Locul 2 : 1999, 2007. |